# Дарле
Дарле (нід. Daarle) — село в нідерландській провінції Оверейсел. Входить до муніципалітету Геллендорн.
Його площа становить 16,25 км², а населення станом на 2021 рік складало 835 осіб.

## Галерея

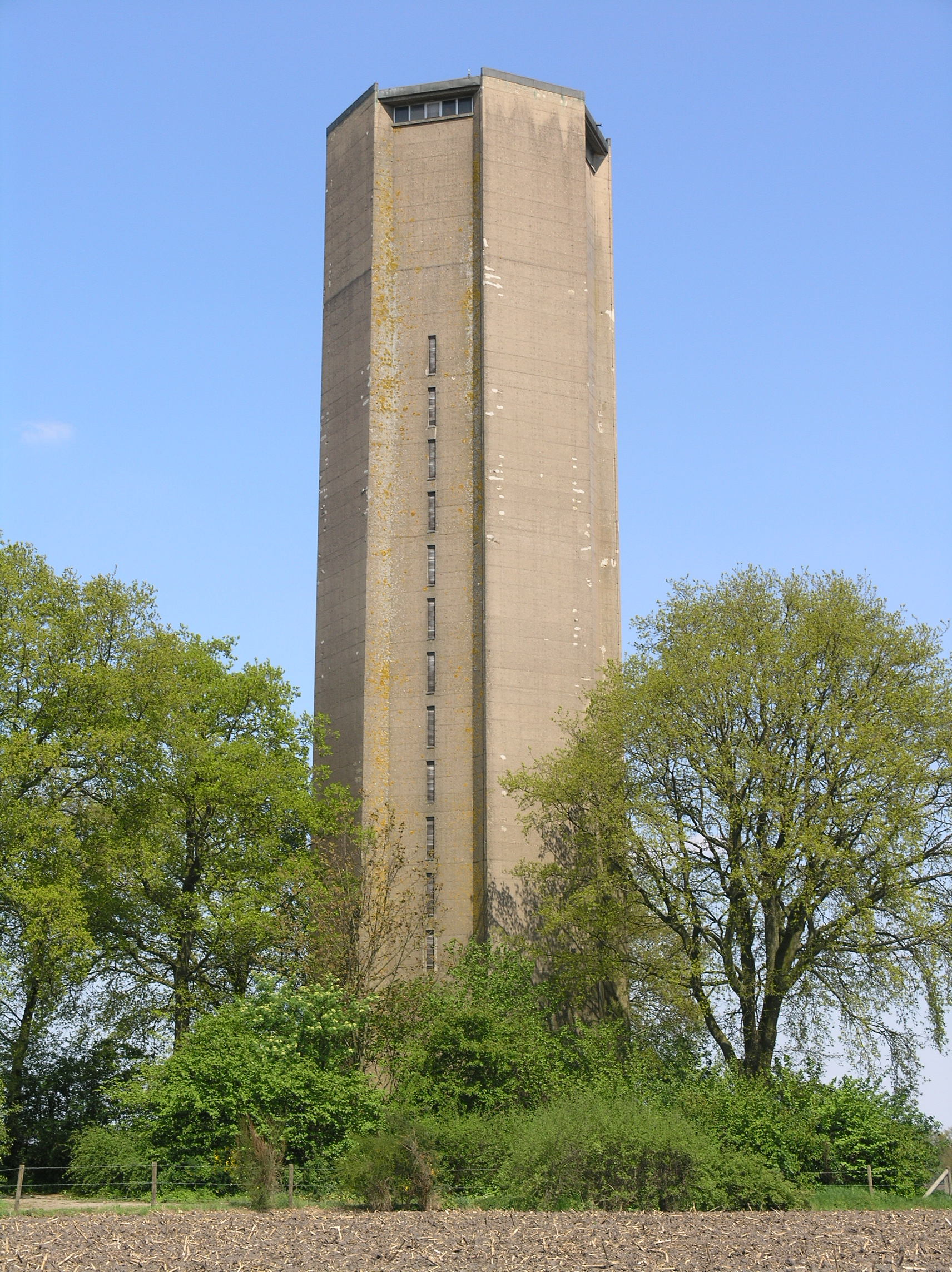
Водонапірна башта
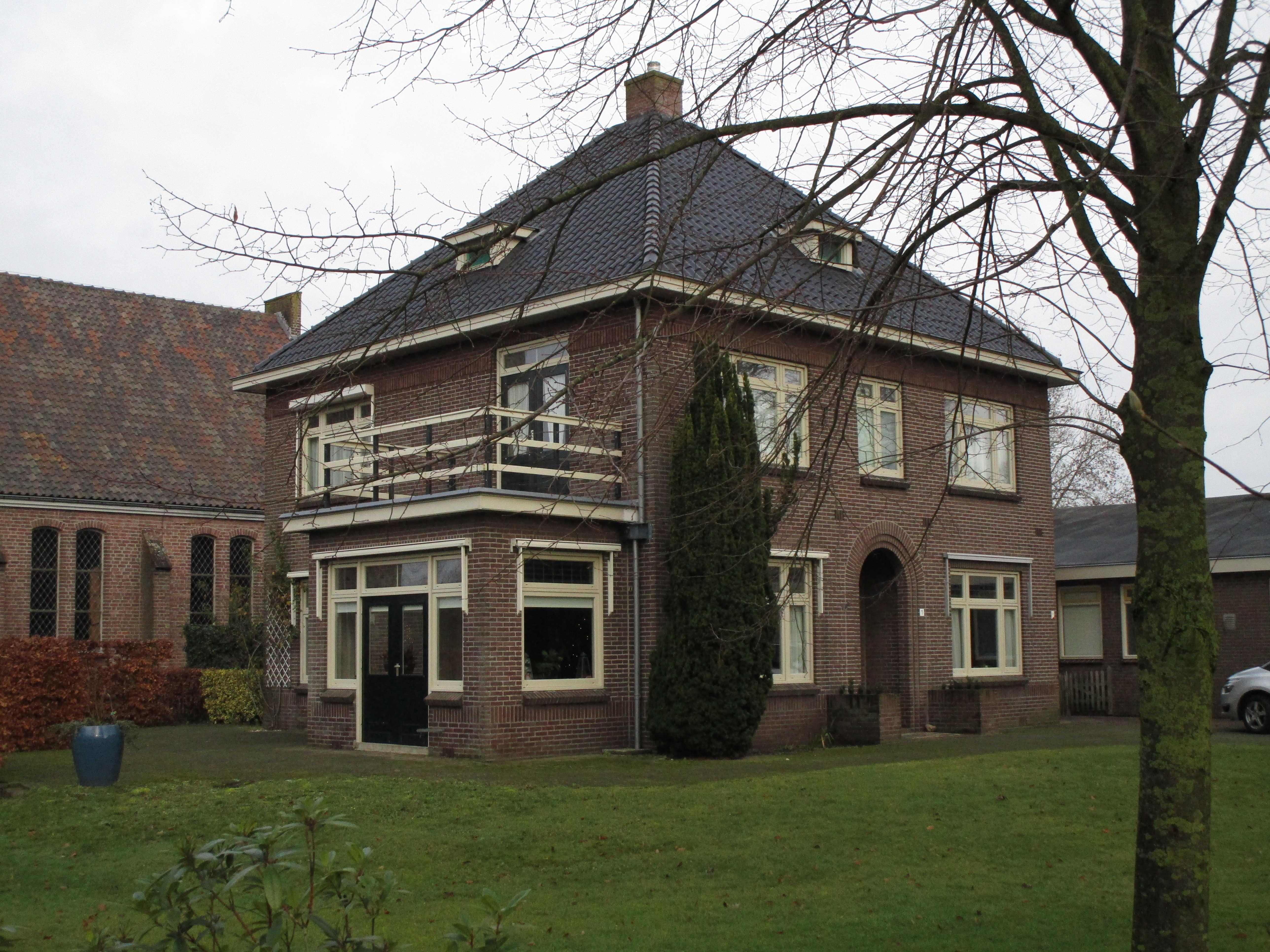
Будинок почту
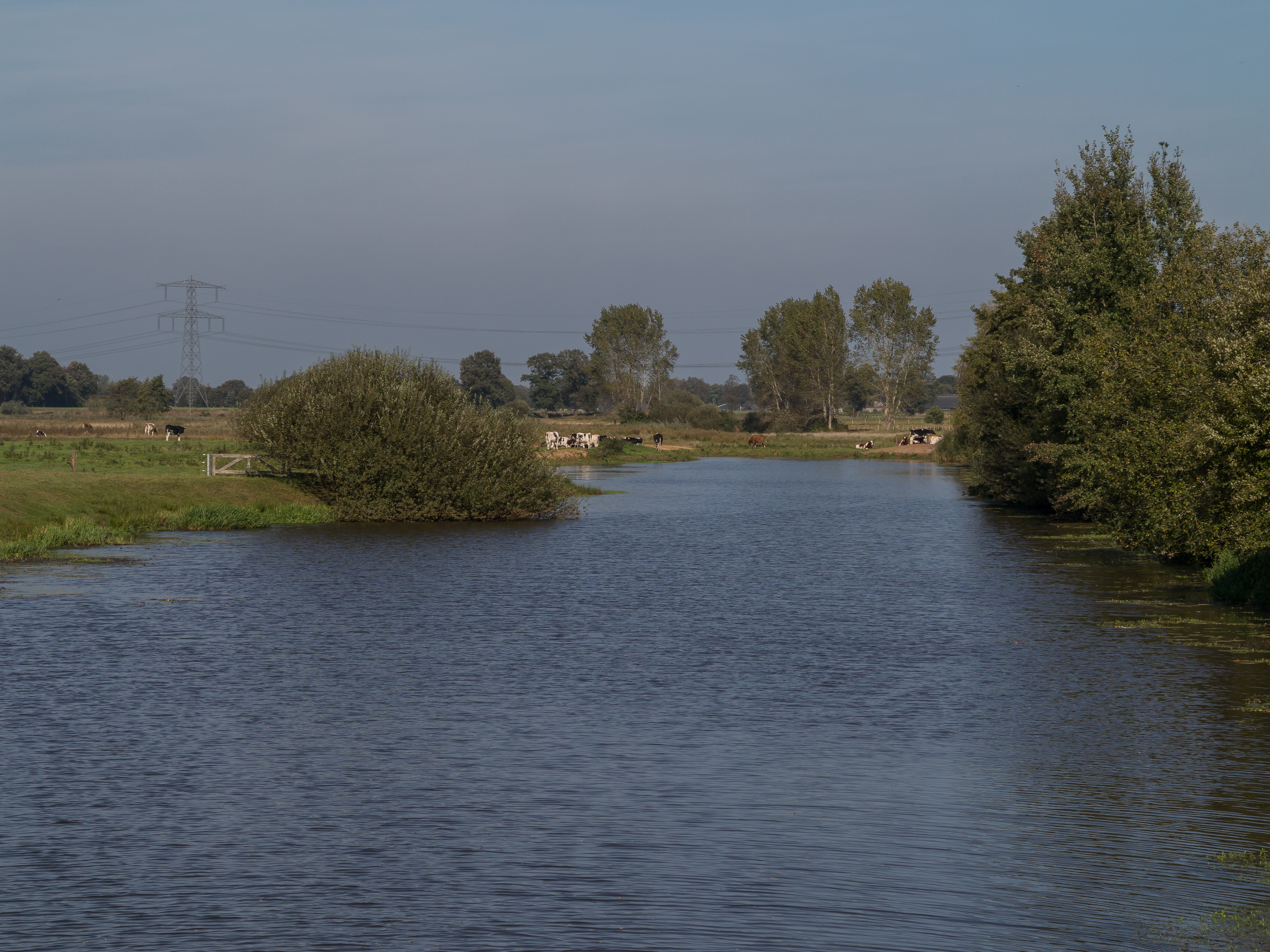
Течія Регге біля Дарле